# I Wanna Be Down
«I Wanna Be Down» — песня американской соул-исполнительницы Брэнди, ставшая дебютным синглом из её дебютного студийного альбома Brandy (1994). Он был написан музыкантами Китом Краучем и Киппером Джонсом, а продюсированием занимался первый, и был выпущен 5 сентября 1994 года на лейбле Atlantic Recording Corporation. Песня представляет собой среднетемповый трек с громоподобным ритмом и легкими синтезаторными риффами. Лирически «I Wanna Be Down» описывает флирт с парнем, которого Норвуд пытается убедить в своей прекрасности.
Клип на песню был снят Китом Уордом и выпущен в октябре 1994 года. В нем Норвуд в образе девчонки-сорванца танцует перед джипом у леса в окружении танцоров-бэк-вокалистов. Песня «I Wanna Be Down» была исполнена на нескольких телевизионных церемониях и церемониях вручения наград, таких как The Tonight Show with Jay Leno, 1996 Soul Train Music Awards и 2014 BET Hip Hop Awards. Песня исполнялась почти на всех концертах и гастролях Норвуд, а также вошла в альбом-компиляцию The Best of Brandy (2005).
Песня «I Wanna Be Down» была выпущена под положительные отзывы современных музыкальных критиков. Ее влияние на чарты было сравнительно большим для дебютного сингла: В течение четырех недель он занимал первое место в американском чарте Billboard Hot R&B Singles, достиг шестой строчки в Billboard Hot 100, а также топ-20 в Австралии и Новой Зеландии. В 1995 году был выпущен хип-хоп ремикс с новыми текстами от женщин-рэперш MC Lyte, Куин Латифа и Yo-Yo.

## История
Песня «I Wanna Be Down» была написана Китом Краучем и Киппером Джонсом, а продюсированием и аранжировкой занимался первый для Human Rhythm Productions в 1993 году. Дэррил Симмонс выступил в качестве исполнительного продюсера, а мастеринг проводил Брайан Гарднер. Выбранная звукозаписывающей компанией Норвуд, Atlantic Records, как ведущий сингл с ее дебютного альбома, Норвуд изначально не понравилась идея выпускать ее в качестве своего первого предложения. «I Wanna Be Down» была интересной", — сказала она в ретроспективном интервью журналу Complex в 2012 году. «Сначала я не очень поняла ее, но я была молода и не знала, что работает на радио и что это такое. Мне нравилась песня, но я просто не понимала, что это первое, что люди слышат от меня». После успеха в чартах она изменила свое мнение об их решении: «[…] Как только песня вышла, и я увидела, почему все отреагировали на заглавную фразу, я поняла, почему!».

### Хип-хоп ремикс
После его выхода главе Atlantic Records Сильвии Роне пришла в голову идея перезаписать трек с группой рэперов. В итоге на «I Wanna Be Down» в 1995 году был сделан ремикс с новыми текстами от женщин-рэперш MC Lyte, Куин Латифы и Yo-Yo. «Хип-хоп ремикс значил для меня весь мир», — заявила Норвуд в 2012 году. «Я только что вышла на сцену, а эти суперзвезды участвуют в моем первом сингле! Они мои наставники, и я равнялась на них. Я была большой поклонницей Куин Латифы. Я думаю: „О Боже… Не могу поверить, что это происходит со мной“. У меня был шанс пообщаться со всеми тремя. Они приняли меня как младшую сестру. Я была одной из первых R&B-артисток, которая привнесла хип-хоп в ритм R&B. Такого еще не было[…] Я знала, что это особенная запись».
На эту версию был снят новый клип, который в итоге принёс Норвуд первую номинацию на MTV Video Music Award за лучшее рэп-видео на церемонии 1995 года.

## Отзывы
Стив Балтин из Cash Box пришел к выводу, что «I Wanna Be Down» — это «подросток Брэнди, способный стать следующей большой звездой на рынке R&B». Он объяснил далее: «Смешивая традиционный стиль r&b с хип-хоп грувом. Брэнди создала песню, обладающую всеобъемлющей привлекательностью, которая будет продолжать расти в поп-чартах». Паневропейский журнал Music & Media писал: «Один бурбон, один скотч, одно пиво; в мире музыки именно в таком порядке наливали выпивку, пока эта девочка-подросток не вышла на ринг свингбита. Постепенно вы будете пьяны от пунша». Алан Джонс из Music Week оценил песню как «медленный, тягучий номер в стиле TLC». Ральп Ти из журнала RM Dance Update написал: «Всего в 16 лет Брэнди осваивает ту же музыкальную территорию, что и ее коллега-подросток Аалия. Просто взорвавшийся на импорте в прошлые выходные, трек представляет собой, по сути, запоминающийся двухстиппер, аранжировка которого сводится к основному барабанному и басовому рисунку, перемежаемому тонкими клавишными и синтезаторной гитарой. Впечатляющий дебют». Другой редактор, Джеймс Гамильтон, описал его как «превосходный девичий, мурлыкающий трек в стиле гитар The Isley Brothers».

## Музыкальное видео
Оригинальное музыкальное видео на песню «I Wanna Be Down» было снято режиссером Китом Уордом и премьера состоялась до официального релиза сингла в сентябре 1994 года. В клипе Норвуд предстала в своем сорванцовом образе, танцуя перед Хаммером у леса в окружении танцоров второго плана. Свои первые съемки в клипе Норвуд объяснила тем, что это был отличный опыт: «Я была так взволнована этим видео. У меня появился шанс поработать с такими замечательными людьми, как Фрэнк Гэтсон. В клипе снимались все мои друзья. В клипе снимался мой брат […] Он был там, и мы устроили небольшой танец, который стал очень популярным. Это было веселое время. Я был так взволнован, потому что моя мечта сбывалась прямо на моих глазах… в 15 лет».

## Список треков
Все треки написаны Keith Crouch и Kipper Jones, и спродюсированы первым
| №  | Название                                  | Длительность |
| -- | ----------------------------------------- | ------------ |
| 1. | «I Wanna Be Down» (LP version)            | 4:53         |
| 2. | «I Wanna Be Down» (Instrumental)          | 4:09         |
| 3. | «I Wanna Be Down» (Cool Out)              | 5:13         |
| 4. | «I Wanna Be Down» (Cool Out Instrumental) | 5:13         |
| 5. | «I Wanna Be Down» (A Capella)             | 4:32         |

| №  | Название                                                                                  | Длительность |
| -- | ----------------------------------------------------------------------------------------- | ------------ |
| 1. | «I Wanna Be Down» (LP Edit)                                                               | 4:09         |
| 2. | «I Wanna Be Down» (Human Rhythm Hip Hop Remix при участии MC Lyte, Queen Latifah & Yo-Yo) | 4:15         |
| 3. | «I Wanna Be Down» (LP Version)                                                            | 4:53         |
| 4. | «I Wanna Be Down» (Cool Out)                                                              | 5:13         |
| 5. | «I Wanna Be Down» (A Capella)                                                             | 4:32         |

| №  | Название                       | Длительность |
| -- | ------------------------------ | ------------ |
| 1. | «I Wanna Be Down» (LP Edit)    | 4:09         |
| 2. | «I Wanna Be Down» (LP Version) | 4:53         |
| 3. | «I Wanna Be Down» (Cool Out)   | 5:13         |
| 4. | «I Wanna Be Down» (A Capella)  | 4:32         |

## Чарты

### Еженедельные чарты
| Чарт (1994)                                        | Высшая позиция |
| -------------------------------------------------- | -------------- |
| Великобритания (OCC UK Singles) · 1994 release     | 44             |
| Великобритания (OCC UK Dance) · 1994 release       | 8              |
| Великобритания (OCC UK Hip Hop/R&B) · 1994 release | 5              |
| Великобритания UK Club Chart (Music Week)          | 84             |
| США (Billboard Hot 100)                            | 6              |
| США (Billboard Dance Singles Sales)                | 4              |
| США (Billboard Hot R&B/Hip-Hop Songs)              | 1              |
| США (Billboard Rhythmic)                           | 3              |

| Чарт (1995)                                           | Высшая позиция |
| ----------------------------------------------------- | -------------- |
| Австралия (ARIA)                                      | 12             |
| Европа (European Dance Radio)                         | 17             |
| Нидерланды (Dutch Single Tip)                         | 7              |
| Новая Зеландия (Recorded Music NZ)                    | 11             |
| Великобритания (OCC UK Singles) · 1995 re-release     | 36             |
| Великобритания (OCC UK Dance) · 1995 re-release       | 15             |
| Великобритания (OCC UK Hip Hop/R&B) · 1995 re-release | 5              |

## Сертификации
| Регион                                                                      | Сертификация | Продажи   |
| --------------------------------------------------------------------------- | ------------ | --------- |
| США (RIAA)                                                                  | Платиновый   | 1 000 000 |
| Данные о продажах + прослушиваниях приведены только на основе сертификации. |              |           |